# 렘브란트의 집

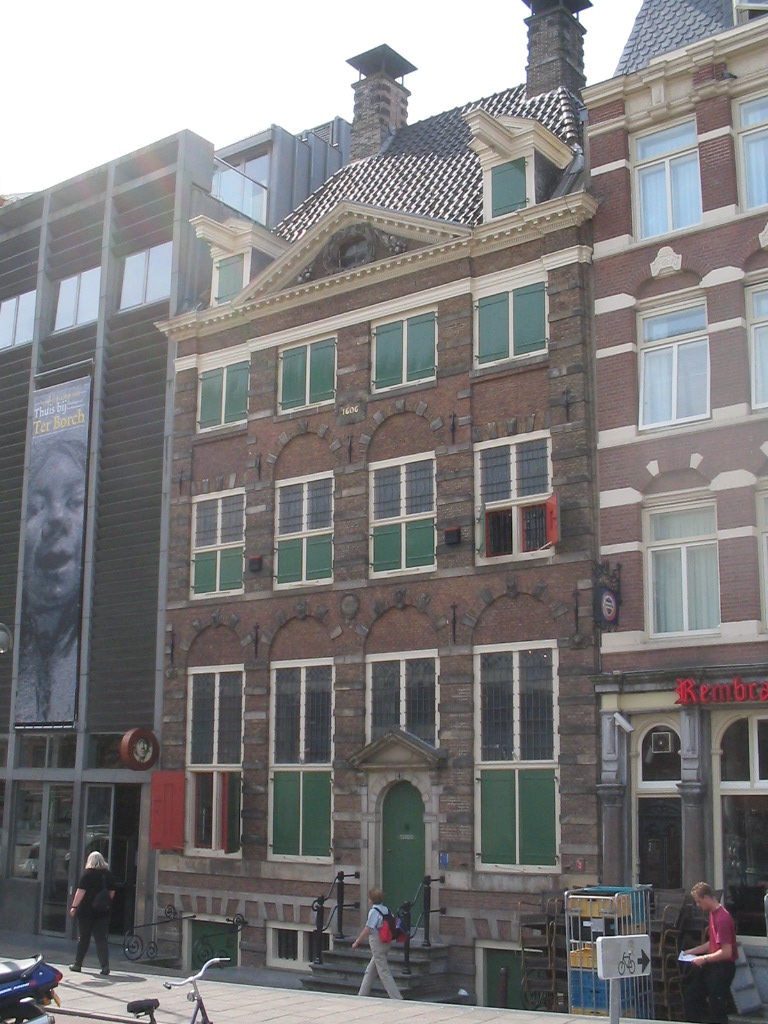
렘브란트의 집

렘브란트의 집(네덜란드어: Museum het Rembrandthuis)은 네덜란드 암스테르담에 있으며, 렘브란트 하르먼손 판 레인이 1639년에서 1660년까지 살았던 집이다. 유태인 거주 지역인 요덴브레이 거리에 있고 1911년 이후로 렘브란트 박물관으로 일반인에게 공개되었다. 이곳에는 렘브란트 하르먼손 판 레인의 원본 에칭과 유품과 렘브란트 하르먼손 판 레인의 스승과 제자들의 작품이 함께 전시되어 있다.